# Йоффе Борух-Лейб Давидович
Лев (Борух-Лейб) Давидович Йоффе (1860-?) — український і російський рабин, релігійний діяч, тамбовський губернський рабин, потомствений почесний громадянин, купець 1-ї гільдії.

## Біографія
Народився у містечку Ширвінти Віленського повіту Віленської губернії. Випускник Віленського рабинського училища (1873).
На службу вступив на посаді Слов'яносербського рабина з 1 вересня 1877 року. Виконував обов'язки рабина до 1896 року. З 1881 року — законовчитель із закону єврейської віри при міських училищах Слов'яносербська і Луганська.
28 вересня 1896 року затверджений на посаді рабина Тамбовської єврейської молитовні.
17 травня 1897 затверджений на посаді Тамбовського губернського рабина. 2 липня 1904 року у складі делегації зустрічав імператора Миколу II і підніс Моїсеєве П'ятикнижжя від єврейських громад міст Тамбова, Козлова, Кірсанова та Борисоглєбська. Государ Імператор милостиво прийняв п'ятикнижжя і удостоїв відвідувачів привітанням.
1 січня 1905 року пожалуваний у звання потомственого почесного громадянина, того ж року затверджений губернатором довічним губернським рабином.
Виконував обов'язки казенного рабина в 1911 і губернського рабина в 1916. В 1917 згадується як колишній рабин. Подальша доля невідома.

## Нагороди
- 1893 — золота медаль «За старанність» для носіння на грудях на Станіславській стрічці.
- 1908 — золота медаль «За старанність» для носіння на шиї на Олександрівській стрічці.
- 1913 — бронзова медаль «На згадку 300-річчя царювання будинку Романових».

### Подяки
- 1897 рік — подячна адреса від єврейської громади м. Тамбова за діяльність із заснування єврейської громади та молитовні в місті.
- 1900 — директором народних училищ Тамбовської губернії оголошено подяку за його піклування і навчання молодого єврейського покоління.
- 1900 — командиром Борисоглібського резервного батальйону оголошено подяку за праці з підняття духовно-морального стану нижніх чинів з євреїв.
- 1904 — Тамбовським повітовим військовим начальником висловлено подяку і вдячність за невтомні труди на користь морального і фізичного підйому духу серед солдатів євреїв місцевого гарнізону.
- 1904 — командир 217 Кромського резервного полку висловив подяку за турботливе ставлення до нижніх чинів юдейського віросповідання, за повчання, які сприяли розвитку в цих чинах свідомого ставлення до їхніх обов'язків, а також за всі труди на користь євреїв, покликаних до війська для захисту Царя і Вітчизни.
- 1904 — губернським предводителем дворянства князем Чолокаєвим піднесено привітання з 25-річчям доброчинної діяльності рабина.
- 1914 — начальником I бригади кавалерійського запасу оголошено вдячність за корисну діяльність зі зміцнення в нижніх чинах 7 запасного кавалерійського полку юдейського віросповідання високих понять про службовий обов'язок, честь і гідність[3].

## Родина
- Дружина — Фанні Самуїлівна (Фрума-Двойра Шмулівна) Йоффе (до шлюбу Нахманович), дочка ростовського купця[4].
  - Дочка — Рахіль (народилася 4 січня 1894).
  - Син — Віктор (народився 29 вересня 1897 року). У 1916 році закінчив Тамбовське реальне училище імені імператора Олександра II. У 1916 році зарахований до Ризького політехнічного інституту.
  - Дочка — Євгенія (народилася 1901 року).